# Heteronitis castelnaui
Heteronitis castelnaui  (лат.) — вид пластинчатоусых жуков из подсемейства скарабеин. Распространён от Кении, восточной Африки до Южной Африки. Населяет места с песчаносуглинистой и глинистой землёй. Специализируется на слоновом, носороговом, буйволовом навозе и навозе крупного рогатого скота.